# Leichtathletik-Weltmeisterschaften 2009/Teilnehmer (Dänemark)
| Gelbes Symbol für Goldmedaillen mit stilisierten Olympischen Ringen | Graues Symbol für Silbermedaillen mit stilisierten Olympischen Ringen | Braundes Symbol für Bronzemedaillen mit stilisierten Olympischen Ringen |
| ------------------------------------------------------------------- | --------------------------------------------------------------------- | ----------------------------------------------------------------------- |
| —                                                                   | —                                                                     | —                                                                       |

Der dänische Leichtathletik-Verband stellte drei Athleten bei den Leichtathletik-Weltmeisterschaften 2009 in Berlin.

## Ergebnisse

### Männer

#### Sprung/Wurf
| Athlet        | Disziplin  | Qualifikation | Qualifikation | Finale             | Finale             |
| Athlet        | Disziplin  | Weite/Höhe    | Platz         | Weite/Höhe         | Platz              |
| ------------- | ---------- | ------------- | ------------- | ------------------ | ------------------ |
| Morten Jensen | Weitsprung | 7,75 m        | 29            | nicht qualifiziert | nicht qualifiziert |

### Frauen

#### Laufdisziplinen
| Athletin          | Disziplin    | Vorlauf | Vorlauf | Halbfinale | Halbfinale | Finale             | Finale             |
| Athletin          | Disziplin    | Zeit    | Platz   | Zeit       | Platz      | Zeit               | Platz              |
| ----------------- | ------------ | ------- | ------- | ---------- | ---------- | ------------------ | ------------------ |
| Sara Petersen     | 400 m Hürden | 56,51 s | 20      | 56,99 s    | 20         | nicht qualifiziert | nicht qualifiziert |
| Annemette Aagaard | Marathon     |         |         |            |            | 2:42:03 h SB       | 45                 |